# Cyrtophleba eremophila
Cyrtophleba eremophila là một loài ruồi trong họ Tachinidae.